# Петровский (Богатовский район)
Петровский — посёлок в Богатовском районе Самарской области России. Входит в состав сельского поселения Печинено.

## География
Посёлок находится в восточной части Самарской области, в степной зоне, на западном берегу озера Лебяжьего, к северу от реки Самары, на расстоянии примерно 11 километров (по прямой) к западу-юго-западу (WSW) от села Богатого, административного центра района. Абсолютная высота — 44 метра над уровнем моря.
Климат
Климат характеризуется как континентальный, с жарким сухим летом и холодной малоснежной зимой. Средняя температура воздуха самого тёплого месяца (июля) — 20 — 25 °C (абсолютный максимум — 40 °C); самого холодного (января) — −14,1 °C (абсолютный минимум — −47 °C). Среднегодовое количество атмосферных осадков составляет 350—425 мм. Снежный покров образуется в конце ноября и держится в течение 141 дня.
Часовой пояс
Посёлок Петровский, как и вся Самарская область, находится в часовой зоне МСК+1. Смещение применяемого времени относительно UTC составляет +4:00.

## Население
| 2010 |
| ---- |
| 41   |

Половой состав
По данным Всероссийской переписи населения 2010 года в гендерной структуре населения мужчины составляли 43,9 %, женщины — соответственно 56,1 %.
Национальный состав
Согласно результатам переписи 2002 года, в национальной структуре населения русские составляли 98 % из 43 чел.